# ۱۱۸۳ (قمری)
۱۱۸۳ (قمری)، هزار و صد و هشتاد و سومین سال در گاهشماری هجری قمری است. اول محرم این سال برابر با هفتم مه سال ۱۷۶۹ میلادی است.